# Єлена Гаврилович
Єлена Гаврилович (серб. Јелена Гавриловић; нар. 18 січня 1983 року, Белград, СФРЮ) — сербська акторка театру, кіно і телебачення.

## Біографія
Народилася 18 січня 1983 року у Белграді. Єлена розпочала свій творчий шлях у театрі (Сербський народний театр у Новому Саду).
У Белграді акторка працювала у мюзиклах (вистава «Волосся» у театрі «Ательє 212»). Єлена Гавріловіч також працює на телебаченні та бере участь у кінематографічних проектах.

## Телебачення
- Липова вулиця (2008)
- Аванпост (2019)